# The American Journal of Pathology
The American Journal of Pathology è una rivista medica mensile sottoposta a revisione paritaria che si occupa di patologia medica. È pubblicata da Elsevier Science per conto dell'American Society for Investigative Pathology, di cui è la rivista ufficiale. La caporedattrice è Martha B. Furie (Stony Brook University).
La rivista è stata fondata nel 1896 col nome di Journal of the Boston Society of Medical Sciences e ribattezzata come The Journal of Medical Research nel 1901, prima di ottenere il titolo attuale nel 1925. Secondo il Journal Citation Reports, la rivista ha ricevuto un fattore di impatto per il 2022 pari a 6,0.

## Capiredattori
Si riporta di seguito l'elenco dei capiredattori della rivista:
- 1925-1940: Frank Burr Mallory
- 1940-1956: Carl V. Weller
- 1957-1967: Edward A. Gall
- 1967-1977: Thomas D. Kinney
- 1977-1978: Donald B. Hackel
- 1979-1982: Donald B. Hackel
- 1982-1992: Vincent T. Marchesi
- 1992-2000: Nelson Fausto
- 2000-2003: James L. Madara
- 2003-2008: Jay M. McDonald
- 2008-2012: Michael P. Lisanti
- 2012-2017: Kevin A Roth
- 2018-2027: Martha B. Furie